# Lijst van Impact Knockouts Champions
Dit is een chronologische lijst van Impact Knockouts Champions, een professioneel worstelkampioenschap van Impact Wrestling. De titel werd onthuld bij het evenement Bound for Glory op 14 oktober 2007 onder de naam TNA Women's World Championship. In 2008 onder de naam TNA Women's Knockout Championship". Het woord "Knockout" in de naam van het kampioenschap verwijst naar de term TNA Knockout, die TNA gebruikt om te verwijzen naar de vrouwelijke worstelaars.

## Titel geschiedenis

### Namen
| Naam                                    | Datum                                |
| --------------------------------------- | ------------------------------------ |
| TNA Women's World Championship          | 14 oktober 2007 —2008                |
| TNA Women's Knockout Championship       | 2008—2010                            |
| TNA Knockouts Championship              | 2010 — 1 maart 2017                  |
| Impact Wrestling Knockouts Championship | 2 maart 2017 — 2 juli 2017           |
| Unified GFW Knockouts Championship      | 2 juli 2017 — 17 augustus 2017       |
| GFW Knockouts Championship              | 17 augustus 2017 — 18 september 2017 |
| Impact Knockouts Championship           | 18 september 2017 – heden            |

### Kampioenen
| Nr. | Worstelaars            | #              | Datum             | Stad          | Evenement                       | Aantekeningen |
| --- | ---------------------- | -------------- | ----------------- | ------------- | ------------------------------- | --- |
| TNA Women's World Championship                                                                            |                        |                |                   |               |                                 | |
| 1 | Gail Kim               | 1              | 14 oktober 2007   | Duluth        | Bound for Glory 2007            | Dit was een '10 Knockout Gauntlet' match. |
| 2 | Awesome Kong           | 1              | 7 januari 2008    | Orlando       | TNA Impact!                     | Deze aflevering werd uitgezonden op 10 januari 2008. |
| 3 | Taylor Wilde           | 1              | 24 juni 2008      | Orlando       | TNA Impact!                     | Deze aflevering werd uitgezonden op 10 juli 2008. |
| 4 | Awesome Kong           | 2              | 23 oktober 2008   | Les Vegas     | TNA Impact!                     | |
| TNA Women's Knockouts Championship                                                                        |                        |                |                   |               |                                 | |
| 5 | Angelina Love          | 1              | 19 april 2009     | Philadelphia  | Lockdown 2009                   | Dit was een Triple Threat Six Sides of Steel Cage match. Love won door een pinfall op Wilde. |
| 6 | Tara                   | 1              | 25 juni 2009      | Orlando       | TNA Impact!                     | Deze aflevering werd uitgezonden op 9 juli 2009. |
| 7 | Angelina Love          | 2              | 19 juli 2009      | Orlando       | Victory Road 2009               | |
| 8 | ODB                    | 1              | 16 augustus 2009  | Orlando       | Hard Justice 2009               | Dit was een tag team match. ODB teamde met Cody Deaner. En Angelina Love met Velvet Sky. Deaner won door een pinfall op Sky waardoor ODB Knockouts Champion werd. |
| Vacant gesteld                                                                                            | Vacant gesteld         | Vacant gesteld | 27 augustus 2009  | Orlando       | TNA Impact!                     | |
| 9 | ODB                    | 2              | 20 september 2009 | Orlando       | No Surrender 2008               | ODB versloeg Cody Deaner. |
| 10 | Tara                   | 2              | 20 december 2009  | Orlando       | TNA Impact!                     | |
| TNA Knockouts Championship                                                                                |                        |                |                   |               |                                 | |
| 11 | ODB                    | 3              | 4 januari 2010    | Orlando       | TNA Impact!                     | |
| 12 | Tara                   | 3              | 17 januari 2010   | Orlando       | TNA Impact!                     | Dit was een Two out of Three falls match. |
| 13 | Angelina Love          | 3              | 5 april 2010      | Orlando       | TNA Impact!                     | |
| 14 | Madison Rayne          | 1              | 18 april 2010     | Saint Charles | Lockdown 2010                   | |
| 15 | Angelina Love          | 4              | 11 juli 2010      | Orlando       | Victory Road 2011               | Dit was een 'Title vs. Career' match. |
| 16 | Madison Rayne          | 2              | 13 juli 2010      | Orlando       | TNA Impact!: The Whole F'n Show | |
| 17 | Angelina Love          | 5              | 9 augustus 2010   | Orlando       | TNA Impact!: The Whole F'n Show | Deze aflevering werd uitgezonden op 12 augustus 2010. |
| 18 | Tara                   | 4              | 10 oktober 2010   | Daytona Beach | Bound for Glory 2010            | Tara won de Four Corners match met Mickie James als special guest referee. |
| 19 | Madison Rayne          | 3              | 11 oktober 2010   | Orlando       | TNA Impact!                     | Deze aflevering werd uitgezonden op 14 oktober 2010. |
| 20 | Mickie James           | 1              | 17 april 2011     | Cincinnati    | Lockdown 2011                   | Dit was een Steel Cage match. |
| 21 | Winter                 | 1              | 7 augustus 2011   | Orlando       | Hard Justice 2011               | |
| 22 | Mickie James           | 2              | 25 augustus 2011  | Orlando       | TNA Impact!                     | De aflevering werd uitgezonden op 1 september 2011. |
| 23 | Winter                 | 2              | 11 september 2011 | Orlando       | No Surrender 2011               | |
| 24 | Velvet Sky             | 1              | 16 oktober 2011   | Philadelphia  | Bound for Glory 2011            | Velvet Sky won de Fatal Four-Way match van Winter, Mickie James en Madison Rayne. |
| 25 | Gail Kim               | 2              | 14 november 2011  | Orlando       | Turning Point 2011              | |
| 26 | Miss Tessmacher        | 1              | 10 juni 2012      | Arlington     | Slammiversary X                 | |
| 27 | Madison Rayne          | 4              | 12 augustus 2012  | Orlando       | Hardcore Justice 2012           | |
| 28 | Miss Tessmacher        | 2              | 16 augustus 2012  | Orlando       | TNA Impact!                     | |
| 29 | Tara                   | 5              | 14 oktober 2012   | Phoenix       | Bound for Glory 2012            | |
| 30 | Velvet Sky             | 2              | 26 januari 2013   | Orlando       | TNA Impact!                     | Velvet Sky won de Fatal Four-Way match van Tara, Brooke Tessmacher en Gail Kim en de aflevering werd uitgezonden op 21 februari 2013. |
| 31 | Mickie James           | 3              | 23 mei 2013       | Orlando       | TNA Impact!                     | |
| 32 | ODB                    | 4              | 12 september 2013 | Saint Louis   | TNA Impact!                     | De aflevering werd uitgezonden op 19 september 2013 |
| 33 | Gail Kim               | 3              | 20 oktober 2013   | San Diego     | Bound for Glory 2013            | Dit was een Three-way match met ODB en Brooke. |
| 34 | Madison Rayne          | 5              | 16 januari 2014   | Huntsville    | Impact Wrestling:Genesis        | |
| 35 | Angelina Love          | 6              | 27 april 2014     | Orlando       | Sacrifice 2014                  | |
| 36 | Gail Kim               | 4              | 20 juni 2014      | Bethlehem     | TNA Impact!                     | Uitgezonden op 3 juli 2014 |
| 37 | Havok                  | 1              | 16 september 2014 | Bethlehem     | TNA Impact!                     | Uitgezonden op 1 oktober 2014 |
| 38 | Taryn Terrell          | 1              | 19 september 2014 | Bethlehem     | TNA Impact!                     | Won de triple threat match van Havok en Gail Kim. Het werd uitgezonden op 19 november 2014. |
| 39 | Brooke                 | 3              | 25 juni 2015      | Orlando       | TNA Impact!                     | Brooke haar vorige naam was Miss Tessmacher. Het werd uitgezonden op 15 juli 2015. |
| 40 | Gail Kim               | 5              | 29 juli 2015      | Orlando       | TNA Impact!                     | Gail Kim won de titel in een fatal–four way match van Brooke, Awesome Kong en Lei'D Tapa. Het werd uitgezonden op 16 september 2015. |
| 41 | Jade                   | 1              | 17 maart 2016     | Orlando       | TNA Impact!                     | Jade won de titel in een three–way match van Gail Kim en Madison Rayne. Het werd uitgezonden op 5 april 2016. |
| 42 | Sienna                 | 1              | 12 juni 2016      | Orlando       | Slammiversary 2016              | Sienna won de titel in een three–way match van Jade en Gail Kim. |
| 43 | Allie                  | 1              | 12 augustus 2016  | Orlando       | Impact Wrestling: Turning Point | Allie won de titel door pinning Madison Rayne in een five–way match van Sienna, Jade en Marti Bell. Het werd uitgezonden op 25 augustus 2016. |
| 44 | Maria Kanellis-Bennett | 1              | 13 augustus 2016  | Orlando       | TNA Impact!                     | Uitgezonden op 1 september 2016. |
| 45 | Gail Kim               | 6              | 2 oktober 2016    | Orlando       | Bound for Glory 2016            | |
| - | Vacant gesteld         | -              | 9 oktober 2016    | Orlando       | TNA Impact!                     | De titel was vacant gesteld omdat Gail Kim geblesseerd was. |
| 46 | Rosemary               | 1              | 9 oktober 2016    | Orlando       | TNA Impact!                     | Rosemary won van Jade in een Six Sides of Steel match en won de vacant titel. Het werd uitgezonden op 1 december 2016. |
| Impact Wrestling Knockouts Championship / Unified GFW Knockouts Championship / GFW Knockouts Championship |                        |                |                   |               |                                 | |
| 47 | Sienna                 | 2              | 2 juli 2017       | Orlando       | Slammiversary                   | Dit wa seen Unification match om het Impact Wrestling Knockouts Championship en GFW Women's Championship te verenigen. Het kampioenschap werd genoemd naar GFW Knockouts Championship. Gedurende Sienna's reign werd de titel genoemd naar Impact Knockouts Championship. |
| Impact Knockouts Championship                                                                             |                        |                |                   |               |                                 | |
| 48 | Gail Kim               | 7              | 5 november 2017   | Ottawa        | Bound for Glory                 | Dit was een Triple Threat match. |
| Vacant gesteld                                                                                            | Vacant gesteld         |                | 6 november 2017   | Ottawa        | Impact!                         | Kim kondigde haar pensioen aan. Deze aflevering werd uitgezonden op 16 november 2017. |
| 49 | Laurel Van Ness        | 1              | 8 november 2017   | Ottawa        | Impact!                         | Laurel Van Ness won van Rosemary om de vacante titel te winnen. Deze aflevering werd uitgezonden op 14 december 2017. |
| 50 | Allie                  | 2              | 12 januari 2018   | Orlando       | Impact! Crossroads              | Deze aflevering werd uitgezonden op 8 maart 2018. |
| 51 | Su Yung                | 1              | 24 april 2018     | Orlando       | Impact! Under Pressure          | Dit was een Last Rites match. Deze aflevering werd uitgezonden op 31 mei 2018. |
| 52 | Tessa Blanchard        | 1              | 12 augustus 2018  | Toronto       | Impact! ReDefined               | Dit was een Triple Threat match. Blanchard won door een pinfall op Allie. Deze aflevering werd uitgezonden op 30 augustus 2018. |
| 53 | Taya Valkyrie          | 1              | 6 januari 2019    | Nashville     | Homecoming                      | Gail Kim was Special Guest Referee. |
| 54 | Jordynne Grace         | 1              | 18 januari 2020   | Mexico        | Impact!                         | Deze aflevering werd uitgezonden op 11 februari 2020. |
| 55 | Deonna Purrazzo        | 1              | 18 juli 2020      | Nashville     | Slammiversary                   | [ 5 ] |
| 56 | Su Yung                | 2              | 24 oktober 2020   | Nashville     | Bound for Glory                 | [ 6 ] |
| 57 | Deonna Purrazzo        | 2              | 14 november 2020  | Nashville     | Turning Point                   | Dit was een No Disqualification match. |
| 58 | Mickie James           | 4              | 23 oktober 2021   | Sunrise Manor | Bound for Glory 2021            | [ 8 ] |